# Heinrich von Gossler
Heinrich Wilhelm Martin von Gossler,  född den 29 september 1841 i Weissenfels, död den 10 januari 1927 i Wilmersdorf, var en preussisk militär. Han var son till Karl Gustav von Gossler samt bror till Gustav, Konrad och Wilhelm von Gossler.
von Gossler deltog som kompanichef i 1870-1871 års krig, blev 1891 generalmajor och chef för 43:e infanteribrigaden, direktor för allmänna krigsdepartementet inom krigsministeriet samt 1895 befälhavare för 25:e divisionen (Darmstadt). Han tog en väsentlig del i förhandlingarna om de nya militärförslagen vid 1893 års riksdag och kallades i augusti 1896 (efter Walther Bronsart von Schellendorff) till krigsminister, vilket ämbete han förvaltade till maj 1903. I augusti samma år efterträddes han definitivt av von Einem. Som krigsminister ledde Gossler artilleriets reorganisation samt genomdrev 1898 en ökning av arméns fredsstyrka och en partiell reform av den militära rättegångsordningen. Hans avgång föranleddes närmast av hans för regeringen besvärande brist på förmåga att göra sig gällande i riksdagsdebatterna.